# Offingawier
Offingawier est un village de la commune néerlandaise de Súdwest Fryslân, dans la province de Frise. Son nom en frison est Offenwier.

## Géographie
Le village est situé dans l'ouest de la Frise, entre la ville de Sneek à l'ouest et le lac homonyme à l'est.

## Histoire
Offingawier fait partie de la commune de Sneek jusqu'au 1er janvier 2011, où celle-ci est supprimée et fusionnée avec Bolsward, Nijefurd, Wûnseradiel et Wymbritseradiel pour former la nouvelle commune de Súdwest-Fryslân.

## Démographie
Le 1er janvier 2017, le village comptait 205 habitants.